# Mon (znak)

Mon tomoe se třemi bílými segmenty na černém pozadí

Mon (japonsky 紋), monšó (紋章) či kamon (家紋) je japonský rodový symbol, podobný evropskému erbu. Na rozdíl od něj je však tradičně jednodušší, jeho zobrazení užívá pouze jedné barvy pro pozadí (pole) a jedné pro symbol (figuru). Jedna rodina mohla mít několik monů pro různé příležitosti.

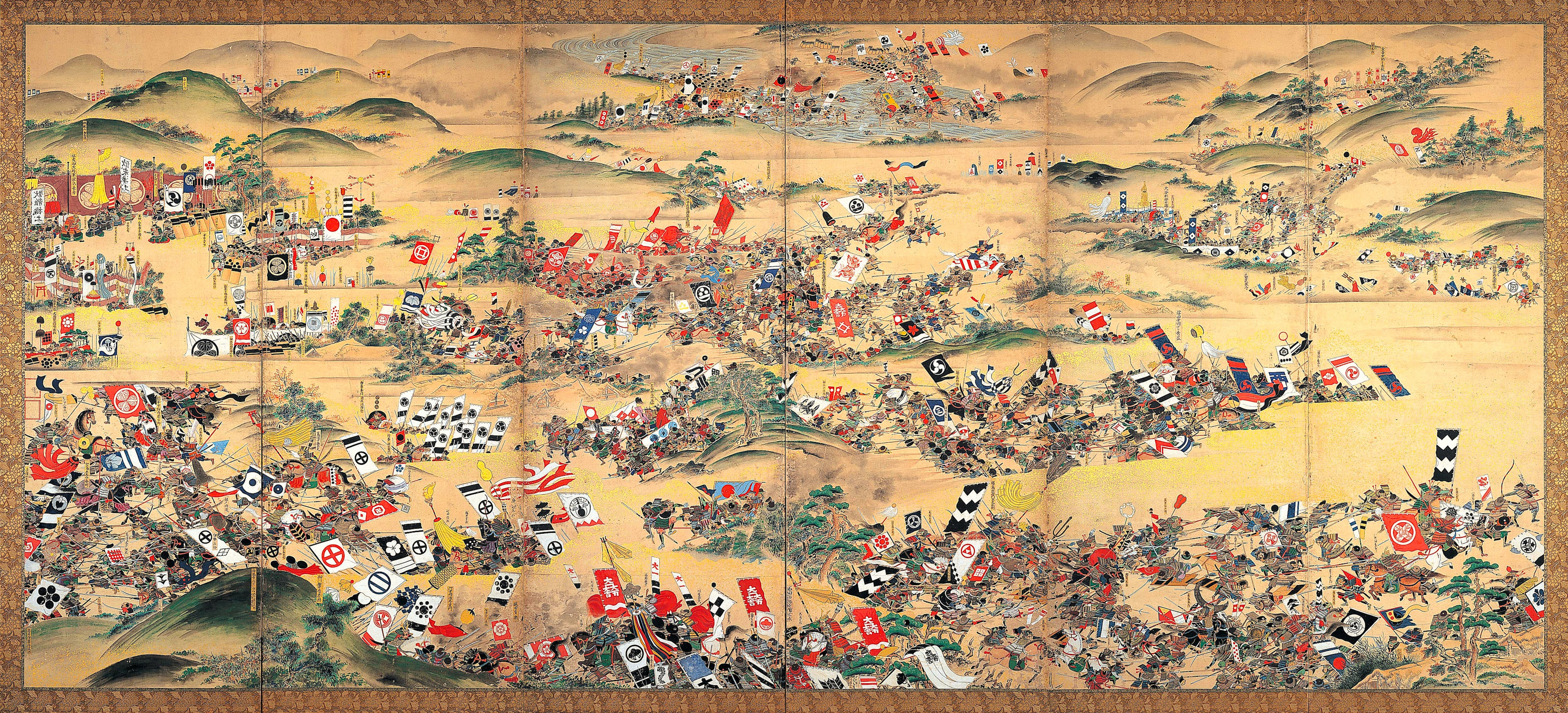
scéna z bitvy u Sekigahary s množstvím praporů s mony, 19. století

Nejstarší symboly vychází z dekorativních výšivek na oblečení dováženém dvořany z říše Tchang v 8. století. Mezi těmito původně čínskými symboly byla také chryzantéma, od období Kamakura císařský symbol, nebo pavlovnie, současný znak japonské vlády. Tyto symboly nebyly dědičné a nebyl jim přikládán hlubší význam, jednotliví šlechtici ale měli své oblíbené značky. S upadajícím vlivem kultury říše Tchang na přelomu 9. a 10. století začaly vznikat nové symboly, vycházející z buddhismu, kaligrafie a přírody. Z oblíbených značek jednotlivců v 11. či 12. století vzešla tradice dědičných rodových monů, které byly nošeny na oděvech a malovány na praporech, domech a kočárech. Kočáry bylo pro dvořany v hektickém hlavním městě Heian-kjó důležité mezi stovkami cizích snadno identifikovat. Z konce období Heian pochází první seznamy monů významných rodin, vycházející právě z takto ozdobených kočárů. Jedním z těchto starších a dodnes užívaných monů je tomoe, zobrazující tvar podobný čárce v cyklické symetrii. Vliv dvořanů v období Kamakura upadl, mezitím ale mony začala používat nově vzniklá společenská třída samurajů. Na bojištích během Genpeiské války (1180–1185) vlály pouze jednobarevné prapory, mony na tunikách pod zbrojí, vlajkách a dalším vojenském vybavení se začaly objevovat krátce po ní. Zaznamenané jsou například během povstání Džókjú v roce 1221 nebo mongolských invazí do Japonska.

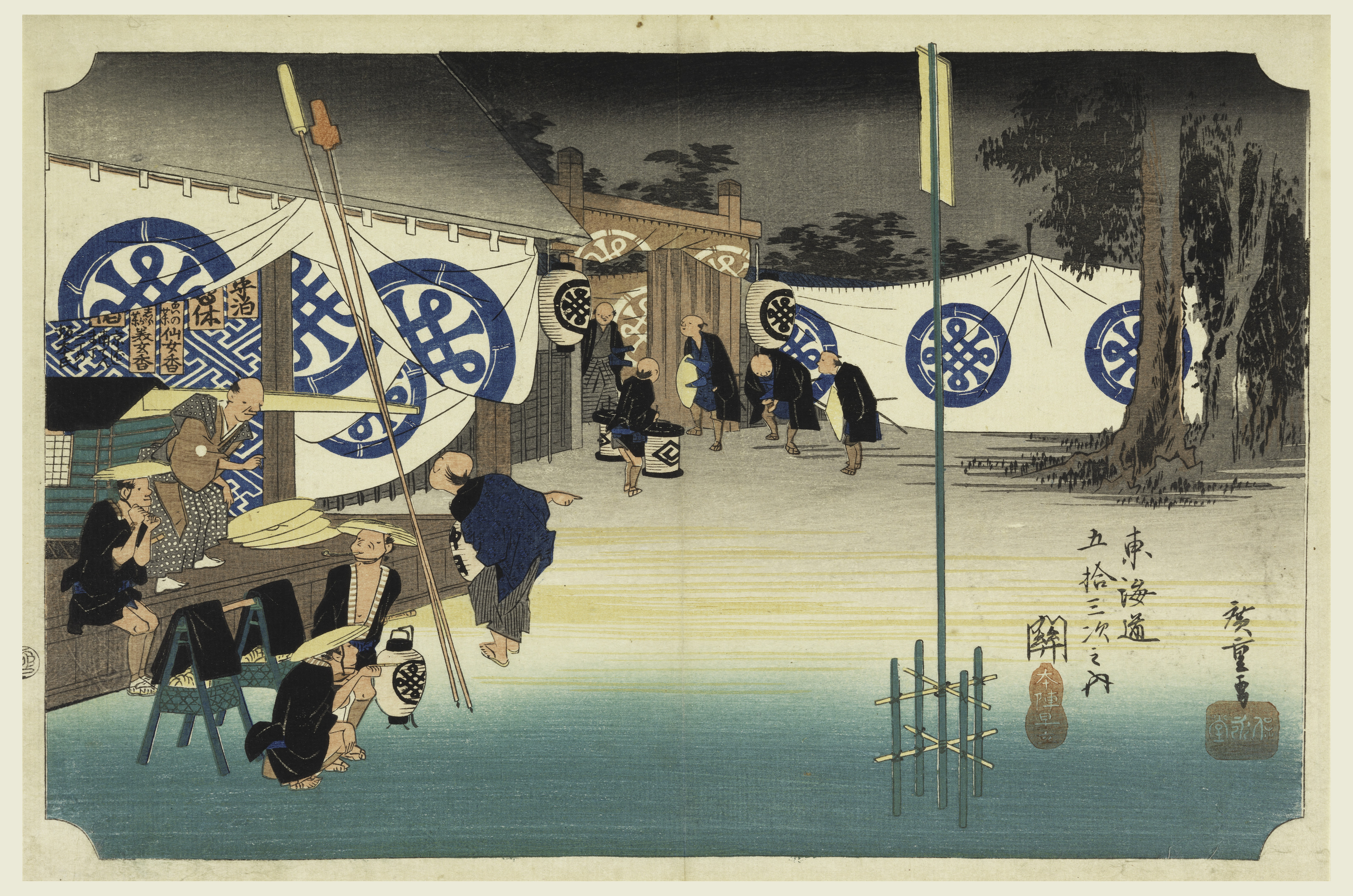
Daimjó zastavil v hostinci, jehož dvůr byl ozdoben plachtami s jeho monem, Padesát tři stanic na cestě Tókaidó, Hirošige

Podle kroniky Taiheiki z konce 14. století, věnující se období mezi lety 1319–1367, se v této době na bojištích objevovaly stovky různých praporů s mony klanů. Nejstarší vojenské znaky měly z praktických důvodů většinou podobu jednoduchých geometrických tvarů. Provázání válečnické třídy s dvořany během období Muromači zvýšilo jejich zájem o estetickou stránku monů a nové znaky byly propracovanější. Nejstarší kniha s ilustracemi monů jednotlivých rodin, podobná evropským erbovníkům, pochází z druhé poloviny 15. století.
Od přelomu 17. a 18. století se přestalo lpět na přísných pravidlech pro udílení a užívání monů a mony si přisvojili například herci nebo obchodníci pro své podniky. Takovým monem je například logo koncernu Mitsubishi. Doložených monů je v řádech tisíců, vychází z přibližně 350 základních motivů. Ve 21. století japonské rodiny stále běžně mají slavnostní kimona s vyšitými mony.